# Nina Jablonski
Nina G. Jablonski (Hamburg, Nova Iorque, 1953/1954) é uma antropóloga e paleobióloga americana, conhecida por suas pesquisas sobre a evolução da cor da pele humana. Ela está envolvida na educação pública sobre evolução humana, diversidade humana e racismo. Em 2021, foi eleita para a Academia Nacional de Ciências dos Estados Unidos e em 2009, foi eleita para a American Philosophical Society. Ela é professora da Evan Pugh University, ligada a Universidade Estadual da Pensilvânia; e autora dos livros Skin: A Natural History, Living Color: The Biological and Social Meaning of Skin Color, e co-autora (com Sindiwe Magona e Lynn Fellman) de Skin We Are In.

## Infância e educação
Jablonski cresceu em uma fazenda no estado de Nova Iorque. Com o incentivo de seus pais, Jablonski começou sua exploração no mundo da ciência quando era muito jovem. Ela se lembra de explorar a natureza ao redor de sua casa, cavando fósseis perto de riachos e árvores. O interesse de Jablonski em estudar a evolução humana resultou de assistir a uma reportagem da revista mensal National Geographic sobre a pesquisa dos famosos paleoantropólogos Louis Leakey e Mary Leakey, que foi ao ar em meados da década de 1960. O estudo de Louis Leakey em Olduvai Gorge, na África Oriental, e seu foco no hominídeo Zinjanthropus boisei despertaram a atenção de Jablonski. Ela imediatamente decidiu que queria seguir o estudo da evolução humana, rejeitando o desejo de seus pais de que ela frequentasse a faculdade de medicina.
Jablonski obteve um diploma de bacharelado em biologia pelo Bryn Mawr College em 1975. No mesmo ano, ela se matriculou no programa de doutorado no Departamento de Antropologia da Universidade de Washington. Trabalhando sob a supervisão primária do paleoantropólogo Gerald Eck, ela se interessou pela evolução dos macacos africanos do Velho Mundo e completou seu doutorado em antropologia em 1981 com a dissertação "Functional Analysis of the Masticatory Apparatus of Theropithecus gelada (Primatas: Cercopithecidae)." Ela continuou pesquisando a evolução dos macacos do Velho Mundo e outros primatas do Velho Mundo, incluindo társios, lêmures e chimpanzés, até os dias atuais. Ela ocupou cargos de ensino na Universidade de Hong Kong e na Universidade da Austrália Ocidental. Durante esses anos, Jablonski começou sua pesquisa sobre a evolução do bipedismo humano e a cor da pele.
Jablonski é casada com George Chaplin, um cientista geoespacial, que é outro professor e também seu colaborador de pesquisa na Penn State University. Ela pode escrever e falar fluentemente em Putonghua (chinês mandarim), e também é capaz de ler em latim e alemão.

## Carreira
Enquanto estudante de pós-graduação na Universidade de Washington, Jablonski realizou pesquisas na Universidade de Hong Kong no Departamento de Anatomia. Depois de concluir seu doutorado, Jablonski aceitou uma oportunidade como professora no Departamento de Anatomia da Universidade de Hong Kong. Permanecendo nesta área de 1981 a 1990, ela foi capaz de continuar sua pesquisa em anatomia comparada e paleontologia. Ela começou a pesquisa em cooperação com o Instituto de Paleontologia de Vertebrados e Paleoantropologia em Pequim, no ano de 1982, e no Instituto de Zoologia de Kunming em 1984. Seu interesse pela história do paleoambiente do leste asiático e o impacto das mudanças ambientais na evolução dos mamíferos, especialmente os primatas, foi estimulado por sua associação com o paleobotânico Robert Orr Whyte e sua esposa Pauline Whyte. Os Whytes inauguraram uma série de reuniões semestrais sob os auspícios do Centro de Estudos Asiáticos da Universidade de Hong Kong, que reuniu proeminentes geólogos e cientistas paleoambientais da China e de outros países do leste e sudeste asiático. Jablonski assumiu a organização das conferências paleoambientais e a edição dos anais das conferências após a morte dos Whytes. Enquanto em Hong Kong, Jablonski auxiliou o Serviço de Patologia Forense da Polícia Real de Hong Kong na identificação de numerosos restos humanos desconhecidos, incluindo o refinamento do uso de sobreposição fotográfica para a identificação positiva de indivíduos. Trabalhando em colaboração com colegas das Faculdades de Medicina e Odontologia, Jablonski criou a coleção de restos de esqueletos humanos na Universidade de Hong Kong. Ainda em Hong Kong, Jablonski começou sua colaboração de pesquisa com George Chaplin sobre a origem do bipedalismo na linhagem humana; esse trabalho resultou em uma série de publicações no início da década de 1990.
Após seu tempo em Hong Kong, Jablonski mudou-se para a Austrália com seu marido, George Chaplin, onde trabalhou no Departamento de Anatomia e Biologia Humana da Universidade da Austrália Ocidental de 1990 a 1994 como professora sênior. Nesse período, iniciou pesquisas sobre a evolução da cor da pele humana. Esta pesquisa, juntamente com seu trabalho sobre a evolução do bipedismo humano, constituiu suas primeiras incursões no estudo da evolução humana e da diversificação humana. Ela achava que o estudo de tais tópicos era valioso para os pesquisadores porque mostrava que as ferramentas básicas da biologia comparativa e histórica poderiam ser usadas para deduzir o que provavelmente aconteceu no passado.

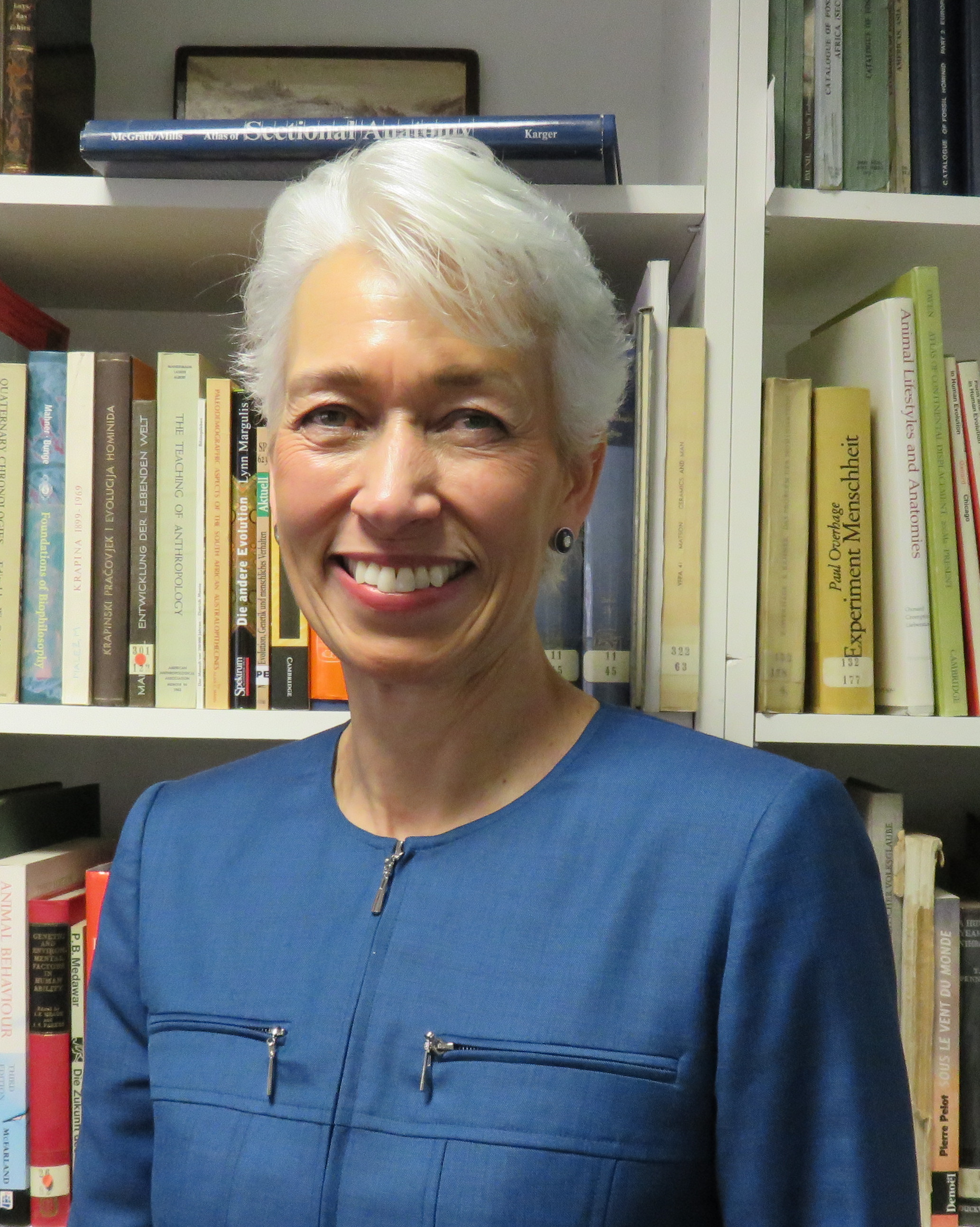
Nina Jablonski quando esteve no Departamento de Antropologia na Universidade Estadual da Pensilvânia

De 1994 a 2006, ela ocupou a Irvine Chair of Anthropology na Academia de Ciências da Califórnia em São Francisco. Durante este tempo, ela foi reconhecida como membro da Academia de Ciências da Califórnia e como membro da Associação Americana para o Avanço da Ciência. Suas responsabilidades na Academia de Ciências da Califórnia incluíam a organização do Wattis Symposia in Anthropology e a publicação dos anais editados desses simpósios. Entre os volumes do Wattis Symposium que ela editou estava The First Americans: The Pleistocene Colonization of the New World, que incluía importantes contribuições sobre a natureza e o momento dos movimentos humanos nas Américas.
Depois de deixar a Academia de Ciências da Califórnia, ela se mudou para a Universidade Estadual da Pensilvânia, onde atuou como chefe do Departamento de Antropologia de 2006 a 2011. Atualmente é professora Evan Pugh de Antropologia na Penn State. A pesquisa de Jablonski na Penn State se concentrou na evolução dos macacos do Velho Mundo, na termorregulação dos primatas e na evolução e significados da pigmentação da pele humana. A partir de 2012, em parceria com Henry Louis Gates Jr., apresentador do programa da PBS, Finding Your Roots, ela liderou o desenvolvimento de um currículo destinado a tornar os alunos negros mais jovens mais interessados em STEM. Uma série de webisodes da PBS, "Finding Your Roots: The Seedlings" foi lançado em 2017 e 2018 com três dos episódios ganhando Mid-Atlantic Emmy Awards em 2018 e 2019.

## Pesquisa
Jablonski pesquisa a evolução humana e primata. Ela é conhecida por sua pesquisa sobre a pele humana e publicou dois livros sobre o assunto. Ela pesquisa a origem e evolução da pele e pigmentação da pele e as relações entre as necessidades de vitamina D e metabolismo no contexto da migração humana e urbanização. Em 2012, ela recebeu uma bolsa Guggenheim para realizar pesquisas sobre a produção humana de vitamina D em condições naturais com o objetivo de informar as intervenções de saúde pública abordando a deficiência de vitamina D.

### Cor da pele
Jablonski estuda as funções fisiológicas da pele, bem como as influências evolutivas e sociológicas do passado e de hoje. No início de sua pesquisa sobre a pele, ela publicou artigos sobre a conexão entre defeitos do tubo neural e radiação ultravioleta, que danifica o folato na pele, na controversa revista Medical Hypotheses. Esta pesquisa foi colocada em uma base empírica forte quando ela, em colaboração com George Chaplin, examinou a cor da pele medida de populações humanas indígenas em relação aos níveis de radiação ultravioleta na superfície da Terra, medidos pelo satélite NASA TOMS 7. Em seu artigo sobre a evolução da pigmentação da pele humana, Jablonski e Chaplin também postularam que a pele escura com glândulas sudoríparas evoluiu com a perda da maioria dos pêlos do corpo e demonstraram que o dimorfismo sexual na cor da pele era quase universal em humanos (com as fêmeas tendendo a uma pele com tons mais claros do que os machos). Eles também especularam que cores de pele semelhantes evoluíram independentemente em diferentes populações humanas sob regimes solares semelhantes, uma visão que precedeu os estudos de  genética molecular que confirmaram o fenômeno. As principais descobertas de Jablonski explicam que o propósito fisiológico da variação da cor da pele ao redor do mundo se deve ao equilíbrio entre a necessidade de proteção contra a radiação ultravioleta e a facilitação da produção de vitamina D. A pele mais escura, devido ao aumento dos níveis de melanina, ocorre em populações mais próximas do equador, onde a radiação ultravioleta apresenta riscos de danos ao ácido fólico, e a despigmentação ocorre em áreas com níveis baixos e altamente sazonais de radiação ultravioleta, para que a biossíntese de vitamina D não seja inibida. A recente colaboração de Jablonski com os fisiologistas W. Larry Kenney e Tony Wolf, da Penn State, produziu novas pesquisas indicando uma provável ligação entre a perda de folato induzida por UV e a termorregulação prejudicada.
Jablonski pegou essa conexão e a aplicou para entender os efeitos dos estilos de vida modernos na saúde humana. Jablonski conecta certas doenças e riscos à saúde a pessoas que vivem em áreas distantes daquelas de seus ancestrais e a pessoas que vivem com um estilo de vida moderno dentro de casa. A deficiência de vitamina D está diretamente ligada a várias doenças graves, incluindo o raquitismo, e está implicada na causalidade da esclerose múltipla e muitas malignidades. Os principais problemas de saúde relacionados ao excesso de radiação UV é o câncer de pele, sendo o mais grave e raro o melanoma cutâneo maligno. Defeitos congênitos devido à deficiência de folato são bem conhecidos, mas aqueles ligados diretamente aos efeitos da perda de folato induzida por UVR não foram documentados em pessoas modernas.

### Cor da pele e conceitos de raça
Desde 2010, Jablonski concentrou grande parte de sua pesquisa na compreensão da ligação entre a cor da pele e a criação de raças baseadas em cores durante o Iluminismo europeu. A nomeação de grupos de pessoas, posteriormente denominadas raças, com base na cor da pele, provou ser durável por causa de seu reforço por interesses comerciais e políticos europeus e americanos do século XVIII que se beneficiaram do tráfico transatlântico de escravos. O interesse de Jablonski nos efeitos da raça e do racismo nos Estados Unidos e na África do Sul levou-a a ser convidada para ser Fellow do Stellenbosch Institute for Advanced Study (STIAS) em 2011, e a estar envolvida no “Effects of Race Project”, no STIAS de 2013 a 2020. Em 2010, Jablonski recebeu um doutorado honorário da Universidade de Stellenbosch por sua contribuição à luta mundial contra o racismo.

### Macacos do Velho Mundo
A pesquisa de Jablonski em macacos do Velho Mundo é marcada por extenso trabalho de campo paleontológico em toda a África e Ásia. Seu trabalho levou a descobertas significativas, incluindo um crânio de macaco na China, e os primeiros fósseis de chimpanzés identificados. Em 2004, junto com Sally McBrearty, Jablonski descobriu dentes nas coleções do Museu Nacional do Quênia que se originaram da Formação Kapthurin e datam de 545 mil anos atrás. Ao comparar suas medidas com as dos dentes modernos do chimpanzé, ou seja, Jablonski e McBrearty determinaram que os fósseis pertenciam ao gênero Pan. Evidências paleoecológicas no local mostraram que os chimpanzés não estavam restritos a habitats florestais. Junto com a descoberta de fósseis Homo próximos da mesma idade, isso forneceu a primeira evidência fóssil para a coexistência espaço-temporal entre os dois gêneros. Mais recentemente, as descobertas de fósseis de Jablonski foram complementadas por análises filogenéticas de macacos modernos, sugerindo que a divergência genômica em gibões ancestrais foi em parte devido a mudanças de habitat durante a transição Mioceno – Plioceno.
A pesquisa de Jablonski sobre o gênero Theropithecus também teve impacto significativo, incluindo a descoberta de um esqueleto quase completo de Theropithecus brumpti. Esta descoberta estabeleceu o T. brumpti como um macaco terrestre semelhante ao moderno T. gelada, embora muito maior. Sua pesquisa é central para a compreensão moderna do tamanho, habitat e dieta de Theropithecus extintos, muitos dos quais são detalhados em Theropithecus: The Rise and Fall of a Primate Genus, editado por Jablonski. Ela também escreveu análises de livros didáticos do registro fóssil de társios, gibões, e Cercopithecoidea como um todo.

### Termorregulação de primatas
Em 1994, Jablonski argumentou contra uma teoria proposta por Peter Wheeler de que a termorregulação desempenhou um papel na transição dos hominídeos para o bipedismo. Wheeler levantou a hipótese de que havia pressão evolutiva para os primeiros hominídeos adotarem o bipedismo porque uma postura ereta com menos área de superfície exposta à luz solar permitia que eles se alimentassem por mais tempo sem superaquecimento. A equipe de Jablonski construiu seus próprios modelos, o que levou à conclusão de que os benefícios termorreguladores não eram significativos o suficiente para a seleção natural favorecer o bipedismo.
Em 2014, Jablonski começou a pesquisar a adaptação de arrepios porque estava interessada na conexão entre o tegumento de lêmures de cauda anelada e a termorregulação. O mecanismo para arrepios é a contração do músculo liso chamado Musculi Arrectores Pilorum (MAP). Jablonski observou que os primeiros primatas não tinham redes eficazes de MAP em todo o corpo, um fator que pode ter afetado significativamente sua capacidade de forragear sob as condições mais frias do final do Eoceno. Usando essas informações, ela concluiu que a ausência de redes MAP em primatas primitivos provavelmente contribuiu para sua extinção em latitudes não tropicais. Jablonski também fez conexões entre arrepios e tamanho do cérebro, pois a capacidade de regular a temperatura corporal sem alterações no metabolismo parecia-lhe uma adaptação necessária para acomodar as sensibilidades térmicas e metabólicas de cérebros maiores.
Jablonski também está interessada em explorar como os comportamentos dos lêmures de cauda anelada se relacionam com a termorregulação. Em 2016, ela viajou para Madagascar, onde concluiu que os lêmures dependem de comportamentos de banho de sol e aconchego para reter o calor.

## Obras publicadas
- Magona, S. e Jablonski, NG (autores), e Fellman, L. (ilustrador) (2018) Skin We Are In.[6] Cidade do Cabo, David Philip Publishers. (disponível em inglês, africâner, andrebele sentrentional, suázi, xossa, zulu, sepedi, sesoto, tsuana, venda, tsonga)
- Jablonski, NG (2012) Living Color: The Biological and Social Meaning of Skin Color.[5] Berkeley, University of California Press. (disponível em chinês, espanhol e italiano)
- Jablonski, NG (2006) Skin: a Natural History.[4] Berkeley, University of California Press. (disponível em coreano; tradução chinesa prevista para 2021)